# قائمة إصدارات الطوابع في أوكرانيا لسنة 1998
هذه قائمة الطوابع البريدية التي أصدرها البريد الأوكراني للتداول في عام 1998.
في الفترة من 6 يناير إلى 25 ديسمبر 1998، أصدر 52 طابعًا بريديًا تذكاريًا. غطت مواضيع الطوابع التذكارية ذكرى التواريخ والأحداث الهامة وذكرى الشخصيات الثقافية البارزة والمزيد. طرحت طوابع بريدية للتداول بالقيم التالية:
- 0.10 هريفنا
- 0.20 هريفنا
- 0.30 هريفنا
- 0.40 هريفنا
- 0.50 هريفنا
- 0.60 هريفنا
- 1.00 هريفنا
- 1.20 هريفنا
- 2.00 هريفنا
- 3.00 هريفنا

طُبعت الطوابع البريدية التي تحمل الأرقام 188-193 و202-208 في دار سك العملة والأوراق النقدية التابع التابعة للبنك الوطني الأوكراني، وطُبعت الطوابع الأخرى في مؤسسة "دار الطباعة الأوكراني" المملوكة للدولة.

## قائمة الطوابع التذكارية
يتوافق ترتيب العناصر في الجدول مع الرقم الموجود في دليل طوابع أوكرانيا على الموقع الرسمي للبريد الأوكراني ((بالأوكرانية: КМД УДППЗ «Укрпошта»)، بين قوسين الأرقام وفقًا "لدليل ميشيل للطوابع".
| التسلسل في الكتالوج                                                                                         | الصورة | الوصف والمصادر | القيمة                               | تاريخ طرحها للتداول | كمية الإصدار | المصمم                                                                             |
| --- | ------ | --- | ------------------------------------ | ------------------- | ------------ | ---------------------------------------------------------------------------------- |
| رقم 183 (Mi #243)                                                                                           |        | ذكرى مرور مائة عام على ولادة فولوديمير ميكولايفيتش سوسيورا (1898—1965). | 0,20 هريفنا                          | 6 يناير 1998 م      | 200٬000      | أوليكسي شتانكو                                                                     |
| رقم 184 (Mi #244)                                                                                           |        | الألعاب الأولمبية الشتوية الثالثة عشر في في مدينة ناغانو اليابانية. صورة عن رياضة ثنائية الرماية والتزلج للمسافات البعيدة. | 0,20 هريفنا                          | 14 فبراير 1998 م    | 200٬000      | أوليكسي شتانكو                                                                     |
| رقم 185 (Mi #245)                                                                                           |        | الألعاب الأولمبية الشتوية الثالثة عشر في في مدينة ناغانو اليابانية. صورة عن رياضة التزلج الفني على الجليد. | 0,20 هريفنا                          | 14 فبراير 1998 م    | 200٬000      | أوليكسي شتانكو                                                                     |
| رقم 186 (Mi #246)                                                                                           |        | ذكرى مرور 2500 سنة على تأسيس مدينة بيلهورود دنيستروفسكيي | 0,20 هريفنا                          | 18 أبريل 1998 م     | 200٬000      | أوليكسي شتانكو                                                                     |
| رقم 187 (Mi #247)                                                                                           |        | ضمن سلسلة "بناء السفن في أوكرانيا": الفرقاطة "هيتمان ساهايداتشني" مع قسيمة المعرض الوطني للطوابع "أوكرفيل إكسب-98" (بالأوكرانية: Укрфілексп-98). | 0,30 هريفنا                          | 28 أبريل 1998 م     | 200٬000      | فاسيل فاسيلوفيتش رودينكو                                                           |
| رقم 188 (Mi #248) رقم 189 (Mi #249) رقم 190 (Mi #250) رقم 191 (Mi #251) رقم 192 (Mi #252) رقم 193 (Mi #253) |        | ورقة طوابع متجاورة تظهر فيها صور قطع من عملات أوكرانيا، الماضي والحاضر. الاجتماع السنوي لمجلس محافظي البنك الأوروبي لإعادة الإعمار والتنمية في كييف (مايو-أيار 1998)" وهذه العملات التي ظهرت صورها على الطوابع كما يلي: - عملة تذكارية تظهر عليها صورة "بيترو موهيلا" - عملة تذكارية تظهر عليها صورة "بوهدان خميلينتسكي" - عملة تذكارية تظهر عليها صورة "تاراس شيفتشينكو" - عملة تذكارية تظهر عليها رسم لشخص في حالة "تضرع" - عملة فضية للأمير فلاديمير الأول - مسكوكة ذهبية تاريخية للأمير فلاديمير الأول | 0,30 0,60 1,00 гривня                | 8 مايو 1998 م       | 30٬000       | فاسيل ميكولايوفيتش كوزاتشينكو فولودومير تاران أليكسي خاروك سيرغي هريهوروفيتش خاروك |
| رقم 194 (Mi #254)                                                                                           |        | أوروبا. الأعياد والطقوس الشعبية. «عطلة إيفان كوبالا» | 0,40 هريفنا                          | 16 مايو 1998 م      | 200٬000      | ليودميلا فيدوريفنا كالميكوفا                                                       |
| رقم 195 (Mi #255) رقم 196 (Mi #256)                                                                         |        | ورقة طوابع صادرة لمناسبة مرور مائة عام على محمية أسكانيا نوفا الطبيعية. وقد ضمت الورقة طابعين: - الأول فيه صورة ظباء - الثاني فيه صورة خيول برجفالسكي | 0,40 0,60 هريفنا                     | 16 مايو 1998 م      | 60٬000       | فيكتور ميخائيلوفيتش يفتوشينكو                                                      |
| رقم 197 (Mi #257) رقم 198 (Mi #258) رقم 199 (Mi #259)                                                       |        | ثلاثة طوابع متجاورة توثق «معرض لفيف للفنون»، وهذه الطوابع الثلاثة: - الطابع الأول عبارة عن لوحة لقالب:جان إيتيان ليوتار تظهر فيها صورة "الإمبراطورة ماريا تيريزا" 1763 م. - الطابع الثاني فيه لوحدة لفنان من لفيف من القرن السابع عشر. "العذراء مريم مع الطفل". - جيرارد فان هونثورست "رجل مع تشيلو" 1631 | 0,20 0,40 0,20 هريفنا                | 20 يونيو 1998 م     | 250٬000      | إيفان أندريوفيتش بيتشينكو                                                          |
| رقم 200 (Mi #Block11)                                                                                       |        | ورقة طوابع: «معرض بوريس فوزنيتسكي الوطني للفنون في لفيف» لوحة من المدرسة الإيطالية في القرن السادس عشر. "العذراء مع طفلها وقديسين اثنين"» | 1,20 هريفنا                          | 20 يونيو 1998 م     | 70٬000       | إيفان أندريوفيتش بيتشينكو                                                          |
| رقم 201 (Mi #261)                                                                                           |        | ورقة طوابع: «ذكرى مائة سنة على تأسيس الجامعة التقنية الوطنية في أوكرانيا: "الجامعة التقنية الوطنية في أوكرانيا (معهد إيغور سيكورسكي كييف للفنون التطبيقية)“ | 1,00 هريفنا                          | 27 يونيو 1998 م     | 150٬000      | سيرجي بيلياييف                                                                     |
| رقم 202 (Mi #262)                                                                                           |        | طابع تظهر فيه صورة أمراء كييف القدماء أسكولد ودير (من القرن التاسع الميلادي) مع قسيمة. | 3,00 هريفنا                          | 4 يوليو 1998 م      | 150٬000      | فولودومير تاران أليكسي خاروك                                                       |
| رقم 203 (Mi #263) رقم 204 (Mi #264) رقم 205 (Mi #265) رقم 206 (Mi #266) رقم 207 (Mi #267) رقم 208 (Mi #268) |        | ورقة طوابع: ذكرى 350 عامًا منذ بداية حرب تحرير الشعب الأوكراني (1648-1676) بقيادة بوهدان خميلينتسكي". | 0,30 2,00 0,30 0,40 0,60 0,40 هريفنا | 25 يوليو 1998 م     | 50٬000       | فاسيل ميكولايوفيتش كوزاتشينكو فولودومير تاران أليكسي خاروك سيرغي هريهوروفيتش خاروك |
| رقم 209 (Mi #269)                                                                                           |        | ذكرى مرور 1100 على تأسيس مدينةهاليتش | 0,20 هريفنا                          | 1 أغسطس 1998 م      | 200٬000      | كليشار غينادي أناتوليوفيتش                                                         |
| رقم 210 (Mi #270)                                                                                           |        | سلسلة "نساء أوكرانيا المجيدات": آنا ياروسلافنا | 0,40 هريفنا                          | 8 أغسطس 1998 م      | 200٬000      | أوليكسي شتانكو                                                                     |
| رقم 211 (Mi #271)                                                                                           |        | طابع تظهر فيه صورة يوري ليسيانسكي (1773—1837). | 0,40 هريفنا                          | 13 أغسطس 1998 م     | 200٬000      | أوليكسي شتانكو                                                                     |
| رقم 212 (Mi #272)                                                                                           |        | طابع تظهر فيه صورة ناتاليا أوزفي (1898—1986) | 0,40 هريفنا                          | 8 سبتمبر 1998 م     | 150٬000      | سيرغي إيفانوفيتش لوكيانينكو                                                        |
| رقم 213 (Mi #273) رقم 214 (Mi #274) رقم 215 (Mi #275) رقم 216 (Mi #276) رقم 217 (Mi #277)                   |        | طوابع متجاورة: «ذكرى مائة سنة على تأسيس "الجامعة التقنية الوطنية في أوكرانيا"، وقد ظهرت على مجموعة الطوابع الصور التالية: - أول رئيس للجامعة التقنية الوطنية فيكتور لفوفيتش كيربيتشوف - الأكاديمي يفغيني باتون - عالم الميكانيكي البارز ستيفان بّروكوفييفيتش تيموشينكو - مصمم الطائرات المتميز إيغور إيفانوفيتش سيكورسكي - مؤسس علم الملاحة الفضائية العملي سيرجي بافلوفيتش كوروليوف | 0,10 0,20 0,30 0,40 هريفنا           | 10 سبتمبر 1998 م    | 200٬000      | سيرجي بيلياييف                                                                     |
| رقم 218 (Mi #278)                                                                                           |        | ذكرى 1000 عام على كتابة السجلات وصناعة الكتب في أوكرانيا. | 0,20 هريفنا                          | 19 سبتمبر 1998 م    | 200٬000      | أوليكسي شتانكو                                                                     |
| رقم 219 (Mi #279)                                                                                           |        | طابع تذكاري لمناسبة يوم البريد العالمي | 0,10 هريفنا                          | 19 سبتمبر 1998 م    | 5٬000٬000    | أ. رودينكو                                                                         |
| رقم 220 (Mi #280)                                                                                           |        | كاتدرائية التجلي في مدينة تشيرنيهيف والتي يعود بناؤها إلى القرن الحادي عشر. | 0,20 هريفنا                          | 21 سبتمبر 1998 م    | 200٬000      | كليشار غينادي أناتوليوفيتش                                                         |
| رقم 221 (Mi #281)                                                                                           |        | دير بوكروفسكي في خاركيف والذي يعود بناؤه إلى القرن السابع عشر. | 0,20 هريفنا                          | 21 سبتمبر 1998 م    | 200٬000      | كليشار غينادي أناتوليوفيتش                                                         |
| رقم 222 (Mi #282) رقم 223 (Mi #283) رقم 224 (Mi #284) رقم 225 (Mi #285)                                     |        | مجموعة من أربعة طوابع تظهر فيها صور "وزات حمراء الصدر" (Branta ruficollis). | 0,20 0,30 0,40 0,60 هريفنا           | 10 أكتوبر 1998 م    | 200٬000      | هينادي كوزنيتسوف                                                                   |
| رقم 226 (Mi #287)                                                                                           |        | ضمن سلسلة "هيتمان أوكرانيا": هيتمان بيترو دوروشينكو. | 0,20 هريفنا                          | 28 نوفمبر 1998 م    | 100٬000      | يوري لوغفين                                                                        |
| رقم 227 (Mi #286)                                                                                           |        | ضمن سلسلة صناعة الطائرات في أوكرانيا: أنتونوف أن-140 | 0,20 هريفنا                          | 28 نوفمبر 1998 م    | 200٬000      | سيرغي إيفانوفيتش لوكيانينكو                                                        |
| رقم 228 (Mi #288)                                                                                           |        | ضمن سلسلة صناعة الطائرات في أوكرانيا: أنتونوف أن-70 | 0,40 هريفنا                          | 28 نوفمبر 1998 م    | 200٬000      | سيرغي إيفانوفيتش لوكيانينكو                                                        |
| رقم 229 (Mi #289)                                                                                           |        | طابع يحمل صورة الكاتب والمؤلف والسياسي والمؤرخ بوريس دميتروفيتش هرينتشينكو (1863—1910). | 0,20 هريفنا                          | 4 ديسمبر 1998 م     | 200٬000      | هينادي تروخيموفيتش زادنيبرياني                                                     |
| رقم 230 (Mi #290)                                                                                           |        | عيد الميلاد المجيد! | 0,30 هريفنا                          | 11 ديسمبر 1998 م    | 200٬000      | إيفان برينيوك                                                                      |
| رقم 231 (Mi #291)                                                                                           |        | خمسون عامًا من الشتات الأوكراني في أستراليا | 0,40 هريفنا                          | 20 ديسمبر 1998 م    | 144٬000      | كالميكوف أوليكساندر فيدوروفيتش                                                     |
| رقم 232 (Mi #293) رقم 233 (Mi #294)                                                                         |        | طوابع متجاورة ضمت طابعين مع قسيمة تظهر فيها صورة كاتريانا فاسيلفنا بيلكور (1900—1961) مع الإشارة إلى ذكرى مرور خمسين عاما على "الإعلان العالمي لحقوق الإنسان". أما الطابعان ففيهما صورتي لوحات فنية: - لوحة "زهور في الضباب"، عام 1940 - لوحة "باقة زهور"، عام 1959 | 0,30 0,50 هريفنا                     | 25 ديسمبر 1998 م    | 100٬000      | كاتريانا بيلكور (تصميم: كالميكوف أوليكساندر فيدوروفيتش)                            |
| رقم 234 (Mi #292)                                                                                           |        | طابع تظهر فيه صورة "تساقط النيازك" أو "جروح النجوم" على الأرض قبل 400 مليون سنة مما نتج عنه فوهة إيليينيتس (وهي فوهة مركبة). | 0,40 هريفنا                          | 25 ديسمبر 1998 م    | 200٬000      | الصورة: دون ديفس، الولايات المتحدة (تصميم: فيكتور ميخائيلوفيتش يفتوشينكو)          |

## روابط خارجية
- Каталог продукції Укрпошти نسخة محفوظة 12 مايو 2015 على موقع واي باك مشين. (بالأوكرانية)
- Поштовий міні-маркет
- Ukraine : 1998 نسخة محفوظة 14 يونيو 2015 at Archive.is (بالإنجليزية)